# Kryminalni
Kryminalni je polský televizní seriál režírovaný Ryszardem Zatorskim a Piotrem Wereśniakem a natočený společností MTL Maxfilm. Na teleizní stanici TVN byl vysílán od 18. září 2004 do 24. května 2008. Tvoří jej 8 řad a 101 epizod.
Seriál obdržel ceny:
- Telekamery roku 2006, 2007 a 2008 v kategorii Kriminální seriál.

## Obsazení
- Marek Włodarczyk ... podinspektor Adam Zawada
- Maciej Zakościelny ... podkomisař Marek Brodecki
- Magdalena Schejbal ... komisař Barbara Storosz
- Tomasz Karolak ... mladší aspirant Szczepan Żałoda
- Ryszard Filipski ... nadinspektor Ryszard Grodzki
- Dorota Landowska ... prokurátor Dorota Wiśniewska
- Ewa Kutynia ... starší aspirant Zuzanna Ostrowska
- Kamil Maćkowiak ... okresní prokurator Jacek Dumicz
- Adam Ferency ... patolog Maksymilian Opaliński
- Dominika Kluźniak ... komisař Agnieszka Kamińska
- Magdalena Górska ... Patrycja, byla partnerka Marka, matka jeho syna
- Joanna Liszowska ... Iza, novinářka a byla přítelkyně komisaře Adama Zawady
- Alżbeta Leńska ... agentka CBŚ Julia Wierzbicka
- Edyta Herbuś ... číšnice Ada Panas